# Observatorij Reedy Creek
Observatorij Reedy Creek (izvirno angleško Reedy Creek Observatory; koda IAU 428) je v Gold Coastu v Queenslandu, Avstralija na višini 66 metrov. Uporablja se za opazovanje Zemlji bližnjih nebesnih teles. Njegov predstojnik je John Broughton, avstralski astronom. 